# Sant'Andrea della Valle
Sant'Andrea della Valle is een basiliek te Rome, in de wijk Sant'Eustachio. Donna Costanza Piccolomini d'Aragona, hertogin van Amalfi en afstammelinge van de familie van Paus Pius II, liet haar paleis en aangrenzende kerk van San Sebastiano in het centrum van Rome na aan de Theatijnen en gaf opdracht om een nieuwe kerk te bouwen. Gezien het feit dat de patroonheilige van de Amalfi's Andreas was, werd de kerk te zijner ere gebouwd. De bouw startte rond 1590 onder leiding van Giacomo della Porta en Pier Paolo Olivieri en met de steun van kardinaal Gesualdo. Na de dood van deze laatste, kwam de kerk onder bescherming te staan van kardinaal Alessandro Peretti di Montalto, neef van Paus Sixtus V. In 1608 kwam er een enorme gift van meer dan 150.000 gouden scudi. Onder leiding van Carlo Maderno kon de basiliek nu dus nog grootser worden afgewerkt. Het interieur werd uiteindelijk voltooid in 1650, onder andere door Francesco Grimaldi.
De fresco’s binnenin waren een van de grootste opdrachten toen en werden gemaakt door Giovanni Lanfranco en Domenichino. Lanfranco’s werk (beëindigd in 1627) zou jarenlang model blijven voor fresco’s.
De Lancellotti-kapel, de eerste langs de rechterkant, werd ontworpen door Carlo Fontana in 1670, het marmeren reliëf met Engel smeekt Heilige Familie om naar Egypte te vluchten (1675) door Antonio Raggi. De Strozzi-kapel bezit een Pieta, Leah en Rachel (1616), kopieën in brons gemaakt door Gregorio De Rossi naar de oorspronkelijke modellen van Michelangelo. In het rechtse dwarsschip bevindt zich de kapel van Sant’Andrea Avellino met Dood van een Heilige (1625), ontworpen door Giovanni Lanfranco, die ook het indrukwekkende fresco ‘’Glorie in het Paradijs’’ in de koepel heeft gemaakt. Eveneens daar te zien zijn de afbeeldingen van de evangelisten, ontworpen door Domenichino.
De decoratie van het hoogkoor is van de hand van Alessandro Algardi. Aan de muren zijn verder nog fresco’s van Domenichino te zien en in de apsis de Kruisiging, Martelaarschap en Begraving van Andreas, door Mattia Preti. In de linkse dwarsbeuk bevindt zich de kapel van de heilige Cajetanus van Thiene, waar standbeelden van Giulio Tadolini te zien zijn (onder meer Overvloed en Wijsheid). Links is ook de tombe van Pius II (1475) te bewonderen. Verder is er ook nog de tombe van Giovanni Della Casa.
De barokke voorgevel werd toegevoegd tussen 1655 en 1663 door Carlo Rainaldi, in opdracht van kardinaal Francesco Peretti di Montalto. In de kerken zijn ook de cenotafen te zien van pausen Pius II en Pius III. Zij zijn in de kerk begraven.
Verder is er ook nog een beeld van Johannes de Doper, gemaakt door Pietro Bernini.
Het eerste bedrijf van de opera Tosca gecomponeerd door Puccini speelt zich af in de Sant'Andrea della Valle.
De Sant'Andrea della Valle heeft model gestaan voor verschillende andere kerken, waaronder de Theatinerkirche in München.
Voor de kerk staat een fontein van de hand van Carlo Maderno.

## Titelkerk
| Jaar      | Titel              | Kardinaal             |
| --------- | ------------------ | --------------------- |
| 1960-1969 | kardinaal-priester | Luigi Traglia         |
| 1969-1987 | kardinaal-priester | Joseph Höffner        |
| 1988-2015 | kardinaal-priester | Giovanni Canestri     |
| 2016-     | kardinaal-priester | Dieudonné Nzapalainga |

Sant'Agnese fuori le mura · 
Sant'Agnese in Agone · 
Sant'Agostino · 
Sant'Alberto Magno · 
Basilica di Santa Anastasia · 
Sant'Andrea al Quirinale · 
Sant'Andrea delle Fratte · 
Sant'Andrea della Valle · 
Sant'Andrea in Via Flaminia · 
Sant'Angela Merici · 
Santi Angeli Custodi a Città Giardino · 
Sant'Anselmo all'Aventino · 
Sant'Antonio da Padova all'Esquilino · 
Sant'Antonio da Padova in Via Tuscolana · 
Sant’Antonio di Padova a Circonvallazione Appia · 
Sant'Antonio in Campo Marzio · 
Sant'Apollinare alle Terme Neroniane-Alessandrine · 
Sant'Atanasio · 
Sant'Atanasio a Via Tiburtina · 
Santi Aquila e Priscilla · 
Santa Balbina · 
San Bernardo alle Terme · 
Santi Bonifacio e Alessio · 
San Callisto · 
San Camillo de Lellis · 
San Carlo ai Catinari · 
San Carlo al Corso · 
Basiliek van Santa Cecilia in Trastevere · 
San Cesareo in Palatio · 
Santa Chiara a Vigna Clara · 
San Clemente · 
San Corbiniano · 
Santi Cosma e Damiano in Via Sacra · 
San Crisogono · 
Santa Croce in Gerusalemme · 
Santa Croce in Via Flaminia · 
Sacro Cuore di Cristo Re · 
Sacro Cuore di Gesù · 
Sacro Cuore di Gesù agonizzante a Vitinia · 
Dio Padre Misericordioso · 
Santi XII Apostoli · 
San Domenico di Guzman · 
Santi Domenico e Sisto · 
Sant'Elena fuori Porta Prenestina · 
Sant'Eligio dei Ferrari · 
Sant'Emerenziana a Tor Fiorenza · 
Sant'Eugenio · 
Sant'Eusebio · 
Santi Fabiano e Venanzio a Villa Fiorelli · 
San Felice da Cantalice a Centocelle · 
Santa Francesca Romana · 
San Francesco a Ripa · 
San Francesco di Paola ai Monti · 
Friezenkerk · 
San Frumenzio ai Prati Fiscali · 
Il Gesù · 
Gesù Divino Lavoratore · 
San Giacomo in Augusta · 
San Gioacchino ai Prati di Castello · 
Santi Gioacchino e Anna al Tuscolano · 
San Giovanni a Porta Latina · 
San Giovanni Bosco in via Tuscolana · 
San Giovanni Crisostomo a Monte Sacro Alto · 
San Giovanni dei Fiorentini · 
Santi Giovanni e Paolo · 
Santi Giovanni Evangelista e Petronio · 
San Giovanni Maria Vianney · 
San Girolamo dei Croati · 
San Giuliano Martire · 
San Giustino · 
Gran Madre di Dio · 
San Gregorio Magno al Celio · 
San Gregorio Magno alla Magliana Nuova · 
San Gregorio VII · 
Sant'Ignazio · 
Sint-Jan van Lateranen · 
Sint-Juliaan-der-Vlamingen · 
San Leonardo da Porto Maurizio · 
San Leone I · 
San Liborio · 
San Lorenzo in Damaso ·  
San Lorenzo in Lucina · 
San Lorenzo in Panisperna · 
San Luca a Via Prenestina · 
San Luigi dei Francesi · 
Santuario della Madonna del Divino Amore · 
Madonna dell'Archetto - 
Santi Marcellino e Pietro · 
San Marcello al Corso · 
San Marco · 
Santa Maria ai Monti · 
Santa Maria Ausiliatrice in Via Tuscolana · 
Santa Maria Consolatrice al Tiburtino · 
Santa Maria degli Angeli e dei Martiri · 
Santa Maria dei Miracoli en Santa Maria in Montesanto · 
Santa Maria dell'Anima · 
Santa Maria della Pace · 
Santa Maria della Salute a Primavalle · 
Santa Maria della Scala · 
Santa Maria della Vittoria · 
Santa Maria delle Grazie a Via Trionfale · 
Santa Maria del Popolo · 
Santa Maria del Suffragio · 
Santa Maria di Monserrato · 
Santa Maria Domenica Mazzarello · 
Santa Maria Goretti · 
Santa Maria Immacolata a Grottarossa · 
Santa Maria in Aquiro · 
Santa Maria in Aracoeli · 
Santa Maria in Campitelli · 
Santa Maria in Cappella · 
Santa Maria in Domnica · 
Santa Maria in Transpontina · 
Santa Maria in Trastevere · 
Santa Maria in Trivio · 
Santa Maria in Vallicella · 
Santa Maria in Via · 
Santa Maria in Via Lata · 
Santa Maria Liberatrice a Monte Testaccio · 
Santa Maria Madre della Providenza a Monte Verde · 
Santa Maria Madre del Redentore a Tor Bella Monaca · 
Basiliek van Santa Maria Maggiore · 
Santa Maria Regina degli Apostoli alla Montagnola · 
Santa Maria Regina Mundi a Torre Spaccata · 
Santa Maria sopra Minerva · 
Santa Beata Maria Vergine Addolorata a piazza Buenos Aires · 
San Martino ai Monti · 
Natività di Nostro Signore Gesù Cristo a Via Gallia · 
Santi Nereo e Achilleo · 
San Nicola in Carcere · 
Santissimo Nome di Maria al Foro Traiano · 
Nostra Signora del Sacro Cuore · 
Ognissanti in Via Appia Nuova · 
Sant'Onofrio · 
Sint-Pancratiusbasiliek · 
Pantheon (Rome) · 
San Patrizio ·
Sint-Anna in Lateranen ·
Sint-Paulus buiten de Muren · 
Sint-Pietersbasiliek · 
Santi Pietro e Paolo a Via Ostiense · 
San Pietro in Montorio · 
San Pietro in Vincoli · 
Santa Prassede · 
Preziosissimo Sangue di Nostro Signore Gesù Cristo · 
Santa Prisca · 
Santa Pudenziana · 
Santi Quattro Coronati · 
Santi Quirico e Giulitta · 
Santissimo Redentore e Sant'Alfonso in Via Merulana · 
Santa Sabina · 
San Salvatore in Lauro · 
Sint-Sebastiaan buiten de Muren · 
San Silvestro in Capite · 
Santi Simone e Giuda Taddeo a Torre Angela · 
Sixtijnse Kapel · 
Santa Sofia a Via Boccea · 
Santa Susanna · 
Tempietto van San Pietro in Montorio · 
Santa Teresa al Corso d’Italia · 
Trinità dei Monti · 
Sant’Ugo · 
Beata Vergine Maria del Monte Carmelo a Mostacciano · 
Basilica di San Vitale